# 13 Dywizja Piechoty (LWP)
13 Dywizja Piechoty – związek taktyczny ludowego Wojska Polskiego.
15 marca 1945 Naczelny Dowódca WP wydał rozkaz Nr 58/Org. o sformowaniu w terminie do 1 lipca 1945 13 Dywizji Piechoty. Organizację dywizji zakończono 1 lipca 1945 i włączono ją w skład 1 Armii WP. Jednostki dywizji rozlokowano na Górnym Śląsku. Dywizja brała udział w akcji wysiedlania ludności niemieckiej z Górnego Śląska i w kampaniach rolnych.

## Struktura organizacyjna
| Nazwa jednostki                                                | Miejsce stacjonowania |
| -------------------------------------------------------------- | --------------------- |
| Dowództwo 13 DP                                                | Katowice              |
| 44 pułk piechoty                                               | Tarnowskie Góry       |
| 46 pułk piechoty                                               | Gliwice               |
| 48 pułk piechoty                                               | Chorzów               |
| 35 pułk artylerii lekkiej                                      | Będzin                |
| 16 dywizjon artylerii przeciwpancernej                         |                       |
| 40 samodzielny batalion saperów Katowice                       |                       |
| 20 samodzielny batalion łączności                              |                       |
| 16 samodzielny batalion sanitarny                              |                       |
| 6 samodzielna kompania przeciwlotniczych karabinów maszynowych |                       |
| 13 samodzielna kompania zwiadu                                 |                       |
| 16 samodzielna kompania obrony przeciwchemicznej               |                       |
| 21 samodzielna kompania samochodowo-transportowa               |                       |
| samodzielna szkolna kompania strzelecka                        |                       |
| pluton Dowództwa Artylerii                                     |                       |
| 27 samodzielny ambulans weterynaryjny                          |                       |
| 29 piekarnia polowa                                            |                       |
| ruchomy warsztat taborowo-mundurowy                            |                       |
| 3243 Wojskowa Stacja Pocztowa                                  |                       |
| 2127 Kasa Polowego Banku Państwowego                           |                       |

## Przedyslokowania dywizji
1 lipca 1945 dowództwo przeniesiono z Katowic do Zabrza. 5 września 1945 dywizję podporządkowano dowódcy Okręgu Wojskowego „Śląsk”. Do 10 października 1945 dywizja przejęła od 2 DP odcinek granicy państwowej, a dowództwo przeniesiono do Koźla. W listopadzie tego roku dowództwo dywizji po raz trzeci zmieniło miejsce postoju. Siedzibą dowództwa zostały Gliwice. Zgodnie z rozkazem organizacyjnym Naczelnego Dowództwa Wojska Polskiego nr 0305/Org. z 10 listopada 1945 roku dywizja przeszła na etaty pokojowe:
- Dowództwo – Gliwice (poczta polowa nr 65608)
- 44 pułk piechoty – Tarnowskie Góry (poczta polowa nr 84252)
- 46 pułk piechoty – Chorzów (poczta polowa nr 65611)
- 48 pułk piechoty – Gliwice (poczta polowa nr 84258)
- 35 pułk artylerii lekkiej – Będzin (poczta polowa nr 65614)
- 16 samodzielny dywizjon artylerii przeciwpancernej (poczta polowa nr 84266)
- 40 samodzielny batalion saperów – Zabrze (poczta polowa nr 65673)
- 20 samodzielny batalion łączności
- 16 samodzielny batalion medyczno-sanitarny (poczta polowa nr 84260)
- samodzielny pluton samochodowy Dowództwa 13 DP
- samodzielny pluton strzelecki Oddziału Informacji
- Oddział Informacji 13 DP

Pozostałe jednostki zostały rozformowane w terminie do 10 listopada 1945.
27 grudnia 1945 ND WP wydał rozkaz Nr 0343/Org. o rozformowaniu dywizji wraz z podległymi jednostkami. Rozkaz wykonano na początku 1946.

## Żołnierze dywizji
Dowódcy dywizji :
- płk Wiktor Sienicki (AC) (1945 - 1946)
- płk Stanisław Janowski (1946)